# Michel Bats
Pour les articles homonymes, voir Bats.
Michel Bats, né en 1942, est un archéologue français, spécialiste de l'archéologie et de l'histoire des civilisations antiques en Méditerranée occidentale. 
Ses travaux portent sur des sujets aussi variés que la céramologie, l'archéologie ou l'épigraphie des sites ibères, gaulois et grecs de la Méditerranée occidentale, sur la colonisation phocéenne en Méditerranée occidentale et les contacts entre civilisations méditerranéennes et indigènes de la Gaule méridionale du VIIe au Ier siècle av. J.-C..

## Biographie
Étudiant à l'Université de Bordeaux, Michel Bats est formé à l'histoire ancienne et à l'archéologie notamment par Jacques Coupry, ancien membre de l'École française d'Athènes. Agrégé d’histoire (1972), chargé de cours à l’Université de Pau (1972-1979), Michel Bats est ensuite recruté au CNRS en 1979. Il dirige les fouilles du site grec d’Olbia de Provence (Hyères, Var) de 1982 à 1990. Il devient docteur de IIIe cycle (1985) avec une thèse (Vaisselle et alimentation à Olbia de Provence (v. 350 - v. 50 av. J.-C.), sous la direction de J.-P. Morel, 18e Suppl. de la Revue Archéologique de Narbonnaise, qui est bien accueillie par la critique.
À partir de 1983, avec Michel Py et Jean-Luc Fiches, il participe à la reprise des fouilles sur le site de Lattes dans le but de créer, à l’image des archéologues britanniques (Harris matrix et open area strategy), un système d’exploitation, d’enregistrement et de gestion qui deviendra SYSLAT.
De 1991 à 2000, il est le directeur du Centre Jean Bérard de Naples.
Dans le cadre du programme “KYME”,  il dirige des recherches aux pieds et sur l'acropole (au Sud-Ouest et au Nord) de la cité archaïque de Cumes (Italie du Sud) pour préciser les paléoenvironnements côtiers de la ville et proposer de nouvelles hypothèses de localisation des ports antiques, en liaison avec les chercheurs du CEREGE (Marseille). 
De retour en métropole, il reprend (2002-2014) la direction des fouilles d’Olbia, avec, comme point de départ, la publication des vestiges d’époque romaine suivie de l’exploration d’un îlot complet d’habitation, l'îlot VI.
Il est aujourd'hui directeur honoraire de recherche au CNRS, dans l'UMR 5140 de Lattes-Montpellier.